# Soko G-4 Super Galeb
Soko G-4 Super Galeb, även kallad N-62, är ett jugoslaviskt enmotorigt skol- och attackflygplan. G-4 ritades av Aeronautical Technical Institute och tillverkades i SOKO:s flygplansfabrik i Mostar, som ersättare till Soko G-2 Galeb i det jugoslaviska flygvapnet. Produktionen startade 1984 och varade fram till upplösningen av Jugoslavien 1991. Totalt byggdes 85 flygplan varav sex exporterades till Myanmar.
Under de jugoslaviska krigen utförde G-4:or markattacker och fyra förlorades av fiendens luftvärn. År 1992 flyttades de återstående flygplanen till Serbien och Montenegro där de användes i den nybildade Förbundsrepubliken Jugoslaviens flygvapen. En G-4 lämnades över till Serbiska republiken.